# دهستان لاوان
دهستان لاوان، یکی از دهستان‌های بخش کیش شهرستان بندر لنگه در استان هرمزگان ایران است. مرکز این دهستان، روستای لاوان است.

## جمعیت
بر پایه سرشماری عمومی نفوس و مسکن در سال ۱۳۹۵، جمعیت دهستان لاوان برابر با ۱٬۲۱۴ نفر بوده است.